# Achanalt
Achanalt  (Schots-Gaelisch: Achadh nan Allt) is een dorp in de buurt van Garve in Ross and Cromarty in de Schotse Hooglanden. Het dorp wordt bediend door een spoorwegstation op de Kyle of Lochalsh Line.

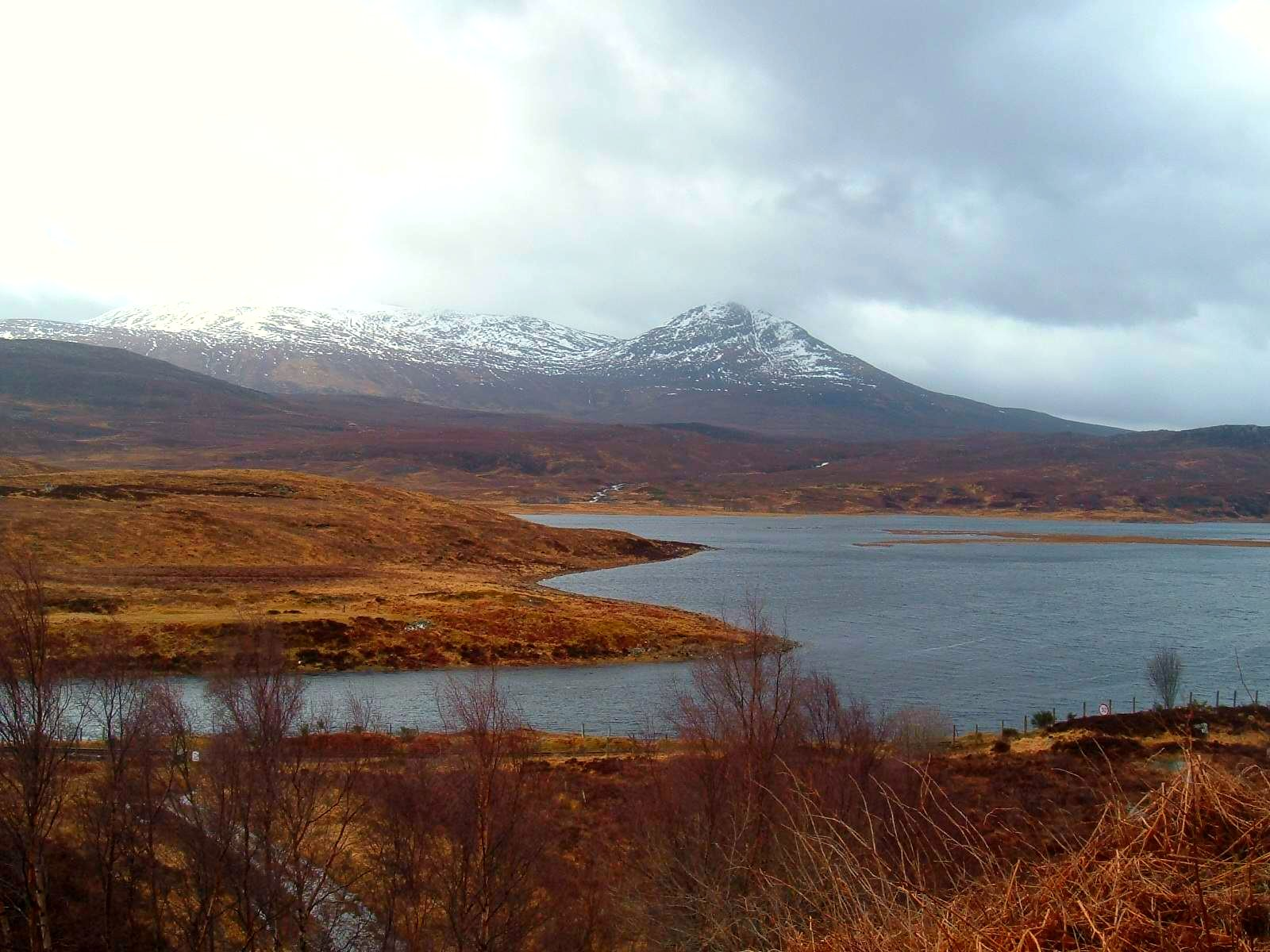
Meer bij Achanalt
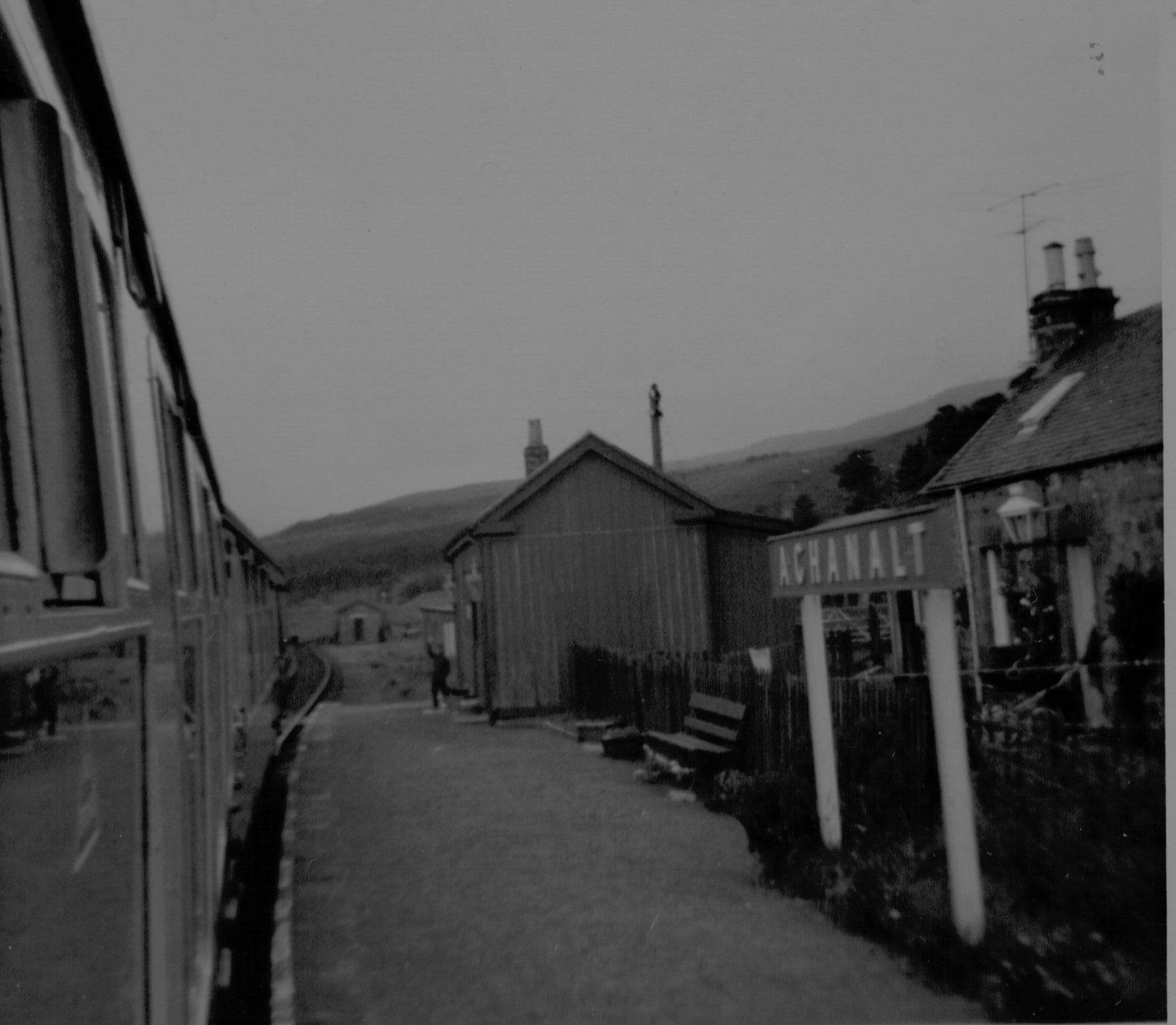
Station van Achanalt rond 1970